# 接着結合

接着結合（アドヘレンス・ジャンクション）と細胞膜裏打ちタンパク質

接着結合（せっちゃくけつごう、英: adherens junction）は、別名アドヘレンス・ジャンクション、接着帯（zonula adherens、adhesion belt、intermediate junction、belt desmosome）といい、多細胞生物の細胞-細胞間接着および細胞-基質間接着の接着装置の1つである。細胞結合(anchoring junction)の大枠の下に3種類の中枠の結合様式がある。中枠の1つが固定結合で、固定結合の下にさらに3種類の結合様式があり、1つが接着結合である。接着結合は、「細胞接着」全ての代表格である。

## 概要
細胞結合（anchoring junction）は、固定結合、連絡結合、閉鎖結合の3種類がある。さらに固定結合は、接着を細胞膜の裏側から支える細胞骨格の種類で3つに分類される。1つは、細胞骨格がアクチンフィラメントの接着結合であり、他方2つは、細胞骨格が中間径フィラメントのデスモソーム、ヘミデスモソームである。
細胞接着装置を細胞膜裏打ちの細胞骨格が支えることで、接着した細胞群に力学的ストレス（引っ張る、押す）がかかっても，細胞が大きく変形しないし、細胞を引っ張っても、接着装置がちぎれたり、引っこ抜けたりしない。また，細胞骨格がアクチンフィラメントであることから、細胞接着を介して細胞の移動や細胞内シグナル伝達が可能となる。アクチンフィラメントは重合・脱重合しやすいので接着結合は接着と解離を任意に調節しやすい。また、収縮性タンパク質なので、細胞の収縮や細胞運動のダイナミックな活動に適している。
上皮細胞では、密着結合（tight junction）の直下に帯状の接着結合がある。帯状なので、この接着結合は接着帯（zonula adherens、adhesion belt）とも呼ばれる。細胞の内裏をぐるっと一周し帯状に裏打ちしている。アクチンフィラメントの束（上図のアクチン線維）も平行して存在する。隣の細胞も、その隣の細胞も、同じ位置に接着帯がある。上皮組織は、密着結合で強く結合しているが、さらに接着帯でも弾力に富む強度を付与し、力学的ストレス（引っ張る、押す）に耐えられるようになっている。カドヘリン抗体で、接着帯の形成を阻害すると、密着結合が形成できないので、接着帯は密着結合の形成にも必須である。
接着帯のアクチンフィラメントの束がミオシンの作用と何らかの刺激で、収縮する。上皮細胞のシートを線状に落とし込めば管（例：神経管）ができ、巾着のように点状にすぼめば袋（嚢）ができる。これらは、動物の発生おける形態形成で重要である。
上皮細胞以外の細胞では、接着結合は、帯状ではなく斑点状である。細胞-基質接着では、基質上に焦点接着（focal adhesion）装置を形成する。

## 分子構成
接着結合は、細胞-細胞間接着と細胞-基質間接着に細分化される。
細胞-細胞間接着の細胞接着分子の代表格は以下の通りである。詳しくは細胞接着分子を参照されたい。
- カドヘリン - 脳科学辞典
- 免疫グロブリンスーパーファミリー - 脳科学辞典（NCAM、L1）
- 他

細胞-基質間接着の細胞接着分子の代表格は以下の通りである。詳しくは細胞接着分子を参照されたい。
- フィブロネクチン
- ビトロネクチン
- ラミニン
- インテグリン
- 他

細胞接着装置を支える細胞膜裏打ちタンパク質（intracellular anchor proteins）の代表格は、以下の通りである。詳しくは各項目を参照されたい。
- ビンキュリン
- タリン
- αアクチニン - 脳科学辞典
- パキシリン
- カテニン
- キンドリン（kindlin）
- カベオリン
- 他

細胞接着の細胞内シグナル伝達に関与する代表格は以下の通りである。多くはアダプタータンパク質で、詳しくはアダプタータンパク質または各項目を参照されたい。
- Gタンパク質共役型受容体（G protein coupled receptor: GPCR）
- チロシンキナーゼ
- 他

## 疾患・応用・特許
接着結合に関連した疾患や医薬品はかなり研究開発されている。各項目を参照されたい。